# Laminacauda tuberosa
Laminacauda tuberosa är en spindelart som beskrevs av Alfred Frank Millidge 1991. Laminacauda tuberosa ingår i släktet Laminacauda och familjen täckvävarspindlar.
Artens utbredningsområde är Juan Fernández-öarna. Inga underarter finns listade i Catalogue of Life.